# Laurent Tailhade
Laurent Tailhade, né à Tarbes le 16 avril 1854 et mort à Combs-la-Ville le 1er novembre 1919, est un polémiste, poète, conférencier pamphlétaire libertaire et franc-maçon français.
Il use de nombreux pseudonymes : Azède, El Cachetero, Dom Junipérien, Lorenzaccio, Patte-Pelue, Renzi, Tybalt.

## Biographie
Le poète satirique et libertaire Laurent Tailhade est issu d'une vieille famille de magistrats et d'officiers ministériels, lesquels, pour l'empêcher de s'adonner à la vie de bohème littéraire, l'obligent à faire un mariage bourgeois et à se confiner dans l'ennui de la vie de province. Il est le fils du magistrat Félix Tailhade.
« Libéré » le 29 janvier 1883 à la mort de sa femme Marie Agathe Eugénie de Gourcuff, âgée de 25 ans, Tailhade peut gagner la capitale et dilapider en quelques années tout son bien, en s'adonnant à la vie qu'il désirait mener depuis toujours. Devenu l'ami de Verlaine, Jean Moréas, Albert Samain, Sacha Guitry et Aristide Bruant, Tailhade, tout en écrivant des vers influencés par les Parnassiens, développe sa fibre anarchiste et anticléricale dans des poèmes et des textes polémiques et d'une vigueur injurieuse peu commune.

### Œil crevé dans un attentat

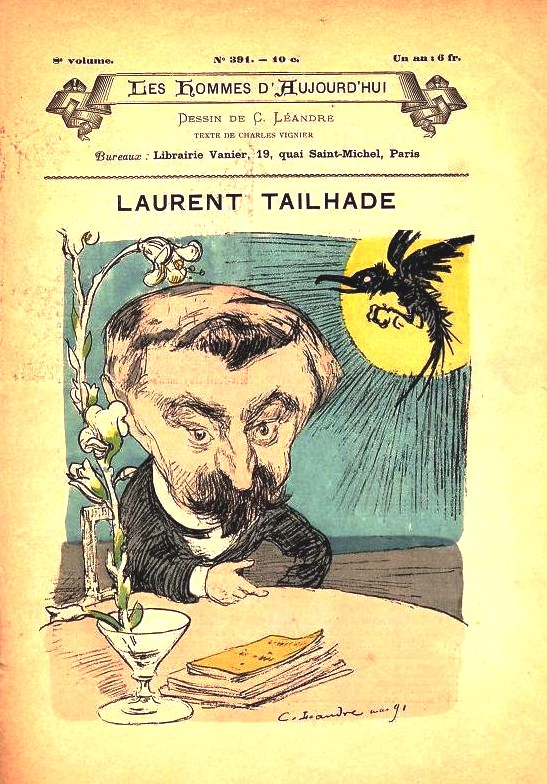
Tailhade caricaturé par Charles Léandre pour le no 391 du périodique Les Hommes d'aujourd'hui (1891).

Son nom devient populaire à partir de décembre 1893, lorsqu'il clame son admiration pour l'attentat anarchiste d'Auguste Vaillant avec une phrase fameuse : 

« Qu'importe de vagues humanités pourvu que le geste soit beau ! »

Par une étrange ironie du sort, Tailhade est lui-même victime d'un attentat anarchiste quelques mois plus tard, alors qu'il dînait au restaurant Foyot, où il a un œil crevé ; mais il ne se renie nullement et continue à afficher son anarchisme de manière encore plus déterminée. C'est un habitué des duels (plus de trente à son actif), et il est blessé plusieurs fois par ses adversaires, notamment par Maurice Barrès[réf. nécessaire].
En 1892, il noue une relation avec Edward Sansot,, et plus tard avec Anne Osmont.
En 1902, lors des obsèques d'Émile Zola, il prononce son panégyrique (lui-même, comme Zola, était dreyfusard) ; il est reconnaissant que ce dernier soit venu le défendre, au nom de la défense de la liberté de la presse, à la barre du tribunal l'année précédente lorsqu'il était poursuivi pour avoir écrit dans Le Libertaire un article incendiaire constituant un véritable appel au meurtre à l'encontre du tsar Nicolas II qui faisait en 1901 sa seconde visite en France. Il est pour cela condamné à un an de prison ferme et séjourne environ six mois à la prison de la Santé entre octobre 1901 et février 1902. Jean-Paul Dubray est à cette époque son secrétaire.

### Provocateur
Laurent Tailhade prend l'habitude de passer la saison estivale à Camaret : d'opinion libertaire, de mœurs libres (il y fait scandale en partageant sa chambre à l'Hôtel de France à la fois avec sa femme et un ami peintre), il est volontiers provocateur, écrivant des articles très violents dans différents journaux, entre autres L'Action, souvent très durs à l'encontre des Bretons dont il critique à la fois l'ivrognerie et la soumission à la religion (même s'il aimait les paysages bretons, se promenant beaucoup à pied dans la presqu'île de Crozon)[réf. nécessaire].
Le scandale du 15 août 1903 est resté longtemps célèbre à Camaret : le 15 août est traditionnellement le jour de la Fête de la bénédiction de la mer et des bateaux : après la messe, la procession part de la chapelle Notre-Dame-de-Rocamadour, suit le « Sillon » et longe les quais du port avant de faire demi-tour et, de retour à la chapelle, est suivie des vêpres ; des couronnes de fleurs sont jetées à la mer et les bateaux sont bénis par le curé de la paroisse tout au long du parcours de la procession. Lorsque celle-ci se trouve à hauteur de l'Hôtel de France, Laurent Tailhade, dans un geste de provocation, verse le contenu d'un vase de nuit par la fenêtre de sa chambre, située au premier étage. Le 28 août 1903, 1 800 Camarétois font le siège de l'Hôtel de France, menaçant d'enfoncer la porte d'entrée, criant « À mort Tailhade ! À mort l'anarchie ! », et menacent de jeter Tailhade dans la vase du port.[réf. nécessaire]
L'intervention des gendarmes de Châteaulin dans la nuit suivante suffit à peine à calmer les manifestants et, le 29 août, l'écrivain est contraint de quitter Camaret, suivi par des manifestants qui l'accompagnent jusqu'à la limite de la commune. Il se réfugie à Morgat et se venge, notamment en publiant dans la revue satirique L'Assiette au beurre du 3 octobre 1903 un pamphlet intitulé « Le peuple noir » où il critique violemment les Bretons et leurs prêtres. Un procès lui est par ailleurs intenté par le recteur (curé) de Camaret devant la cour d'assises de Quimper. La chanson paillarde Les Filles de Camaret a d'ailleurs probablement aussi été écrite anonymement par Laurent Tailhade pour se venger des Camarétois. Le nom tailhade est devenu pendant une bonne partie du XXe siècle dans le parler local un nom commun synonyme de « personnage grossier, mal élevé », même si ce mot est désormais tombé en désuétude.

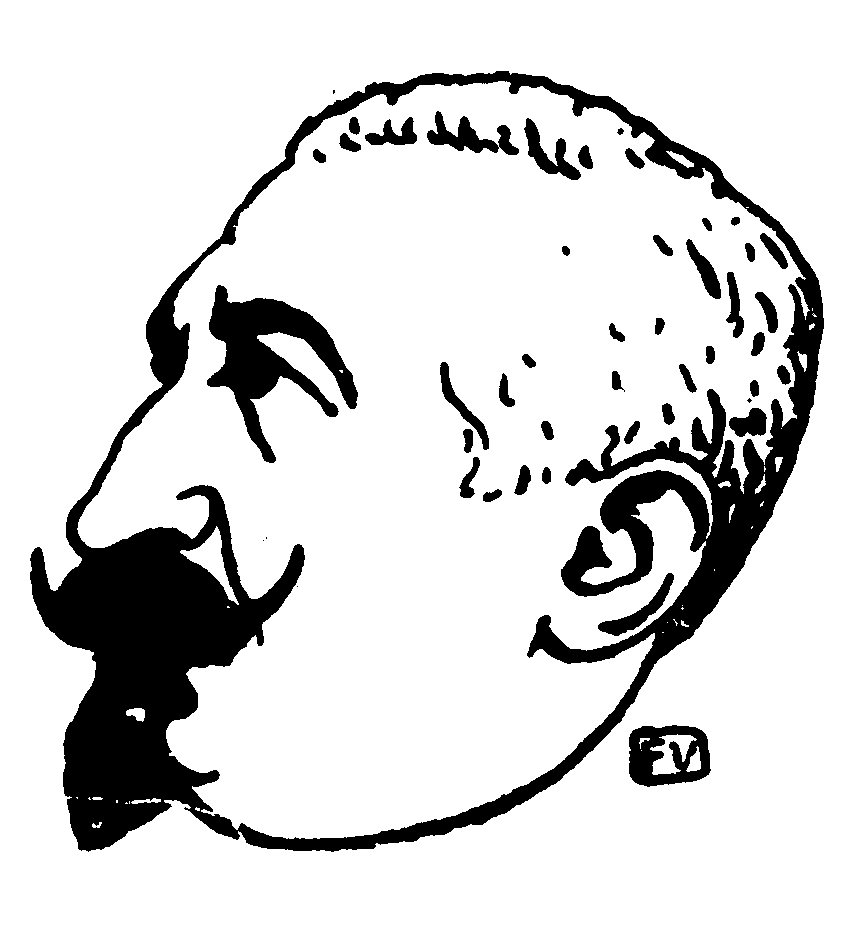
Portrait de Laurent Tailhade
par Félix Vallotton
paru dans Le Livre des masques
de Remy de Gourmont (1896).

Ses recueils les plus célèbres, Au Pays du mufle (1891) ou encore Imbéciles et gredins (1900), n'ont rien perdu de leur veine rageuse, insultante, et d'une verve où se mêlent l'argot des faubourgs et la richesse d'une langue luxuriante d'une vaste culture.
Il a habité 47 rue du Ranelagh (16e arrondissement de Paris).
Sa fille épouse en 1927 le journaliste Pierre Châtelain-Tailhade, qui travaillera notamment au Canard enchaîné.

### «Appel aux conscrits»
En octobre 1905, une affiche de l’Association internationale antimilitariste (AIA) intitulée « Appel aux conscrits » est placardée sur les murs de Paris. Le texte, violemment antimilitariste et antipatriote, appelle les conscrits à tourner leurs fusils vers les « soudards galonnés » plutôt que vers les grévistes, et appelle à la « grève immédiate » et à l’« insurrection » au jour d’une éventuelle déclaration de guerre.
L’affiche est signée de 31 noms dont Miguel Almereyda, Victor Camus, Amilcare Cipriani, Émile Coulais, Charles Desplanques, Auguste Garnery, Louis Grandidier, Jules Le Guéry, Eugène Merle, Félicie Numietska, Émile Pataud, Louis Perceau, Lazare Rogeon, Han Ryner, Roger Sadrin, Laurent Tailhade et Georges Yvetot.
Vingt-huit des signataires sont inculpés, Han Ryner, Lefèvre et Laurent Tailhade ne sont pas poursuivis.[réf. nécessaire]
À l'issue du procès qui se déroule du 26 au 30 décembre 1905, deux prévenus sont acquittés et les 26 autres condamnés chacun à 100 francs d’amende et à des peines de prison allant de 6 mois à 4 ans de prison.

### Engagement dans la franc-maçonnerie
Le 4 février 1887, il est initié en franc-maçonnerie à la loge L'Indépendance Française du Grand Orient de France à Toulouse. En 1892, il est admis à la loge parisienne Les Amis Inséparables dont il devient secrétaire l'année suivante. Il s'affilie ensuite à la loge La Philosophie Positive à Paris. Il quitte la franc-maçonnerie le 15 février 1906.

### L'engagement patriotique
Une fois la guerre avec l'Allemagne déclarée en 1914, le premier mouvement de Laurent Tailhade est patriotique. Réfugié dans sa région natale, il y fait des conférences et écrit même au ministère de la Guerre une lettre où il se propose de s'engager (alors qu'il a soixante ans).
Il revient au pacifisme vers la fin de la guerre et salue la Révolution russe dans le journal La Vérité.

### L'écrivain
Tailhade est avant tout un écrivain. Pamphlétaire de premier ordre (il se moque du 14 juillet et de ses célébrations dans Les Commérages de Tybalt), mais est aussi poète. Selon Charles Dantzig dans son Dictionnaire égoïste de la littérature française, « Le grand Tailhade (…) se trouve dans les Poèmes élégiaques, qui n’ont rien du plaintif que pourrait laisser supposer leur nom. »

## Œuvres
- Le Jardin des rêves : poésies, Paris, A. Lemerre, 1880 [lire en ligne]
- Au pays du mufle, 1891. [lire en ligne]
- Vitraux, Léon Vanier, 1891; réédité chez A. Lemerre en 1894 [lire en ligne] puis au Mercure de France en 1907 [lire en ligne]
- Terre latine, Paris, A. Lemerre, 1898 [lire en ligne]
- À travers les Grouins, Stock, 1899 [lire en ligne]
- Imbéciles et gredins, 1900
- L'Ennemi du peuple par Henrik Ibsen. Societe libre d'édition des gens de lettres, 1900 [lire en ligne]
- La Touffe de sauge, Éditions de la Plume, 1901
- Son importance Auguste Pluchon avec Raoul Ralph [Offenstadt], pastiche d’Émile Zola, Paris, Offenstadt, 1902, avec 26 illustrations de Florane
- La Gynnécocratie, ou La Domination de la femme, précédé d'une étude sur le masochisme dans l'histoire et les traditions, avec la coll. de Jacques Desroix, Charles Carrington, 1902
- Discours civiques : (4 nivôse, an 109 - 19 brumaire, an 110), Stock, 1902 [lire en ligne]
- « Der kaiser Guillaume II », in L'Assiette au beurre du 6 septembre 1902 illustré par Georges d'Ostoya
- Lettres familières, Collection rationaliste, Librairie de 'La raison', 1904 [lire en ligne]
- Poèmes Aristophanesques, Mercure de France, 1904 [lire en ligne]
- Omar Khayyam et les poisons de l'intelligence, Paris, C. Carrington, 1905 [lire en ligne]
- La « Noire Idole », étude sur la morphinomanie, Leon Vanier, Editeur ; A. Messein, Succr., 1907
- Poèmes élégiaques, Mercure de France, 1907 [lire en ligne]
- Le Troupeau d'Aristée, Sansot, 1908
- La Farce de la marmite, Messein, 1909
- La Feuille à l'envers - Revue en un Acte, Messein, 1909 [lire en ligne]
- Pour la paix, Lettre aux conscrits, Messein, 1909 [lire en ligne]
- Un monde qui finit. La Dévotion à la croix. Don Quichote. Appendice, Messein, 1910 [lire en ligne]
- De Célimène à Diafoirus. Essai consacré à Molière et à son époque. « Misanthropie et misanthropes - la pharmacopée au temps de Molière - notes », Messein, 1911 [lire en ligne]
- Pages choisies. Vers et proses, Messein, 1912
- Quelques fantômes de jadis. (Verlaine. - Auguste Rod de Niederhausern. - Charles Cros. - Vigny), Messein, Collection « Société des Trente, 1913 [lire en ligne]
- Les Commérages de Tybalt. Petits mémoires de la vie. 1903-1913, Crès, 1914
- Les Livres et les hommes (1916-1917), Vrin, 1917
- Les Saisons et les jours, Crès, 1917
- Petit Bréviaire de la gourmandise, notes sur quelques grands gourmands de l'histoire, Messein, 1919 [lire en ligne]
- La Douleur. Le Vrai Mystère de la Passion, Messein, 1919 [lire en ligne]
- Carnet intime, Éditions du Sagittaire, Kra, 1920
- Quelques fantômes de jadis. Édition française illustrée, 1920
- Les Reflets de Paris (1918-1919), P. Jean Fort, 1921
- Petits Mémoires De La Vie, Mémoires d'écrivains et d'artistes, Éditions G. Crès, 1921 [lire en ligne]
- Plâtres et marbres, Éditions Athéna, 1922 [lire en ligne]
- Des Tragédies d'Eschyle au pessimisme de Tolstoi. La Nouvelle revue critique, 1924
- Épitres des hommes obscurs, La Connaissance, 1924 [lire en ligne]
- Le Paillasson. Mœurs de Province, Le livre, 1924
- L'Escrime et la boxe, A. Messein, 1924 [lire en ligne]
- La Médaille qui s'efface, Crès, 1924 [lire en ligne]
- Poésies posthumes, Messein, 1925 [lire en ligne]
- Masques et visages. Essais inédits, Les éditions du monde moderne, 1925
- Diderot, L’Idée libre, 1925 [lire en ligne]
- Lettres à sa mère 1874-1891, René van den Berg et Louis Enlart, 1926
- La Pâque socialiste, L'idée Libre, 1927 [lire en ligne]
- La Corne et l'épée. Réflexions sur la tauromachie, Messein, 1941 [lire en ligne]
- Les filles de Camaret, 1910 environ [lire en ligne]
- Fête nationale et autres poèmes, Les Cahiers rouges, Grasset, 2013
- Au pays du mufle, choix et présentation par Henri Gillibœuf,coll. Orphée, La Différence, 2014
- Mufles et groins, Propos liminaire, choix de textes, lexique et index de Pascal Boulage, coll. Les Placets invectifs, Obsidiane, 2023

### Traductions
- L'Ennemi du peuple de Henrik Ibsen
- Le Satyricon de Pétrone, Fasquelle, 1902
- Plaute

## Bibliographie

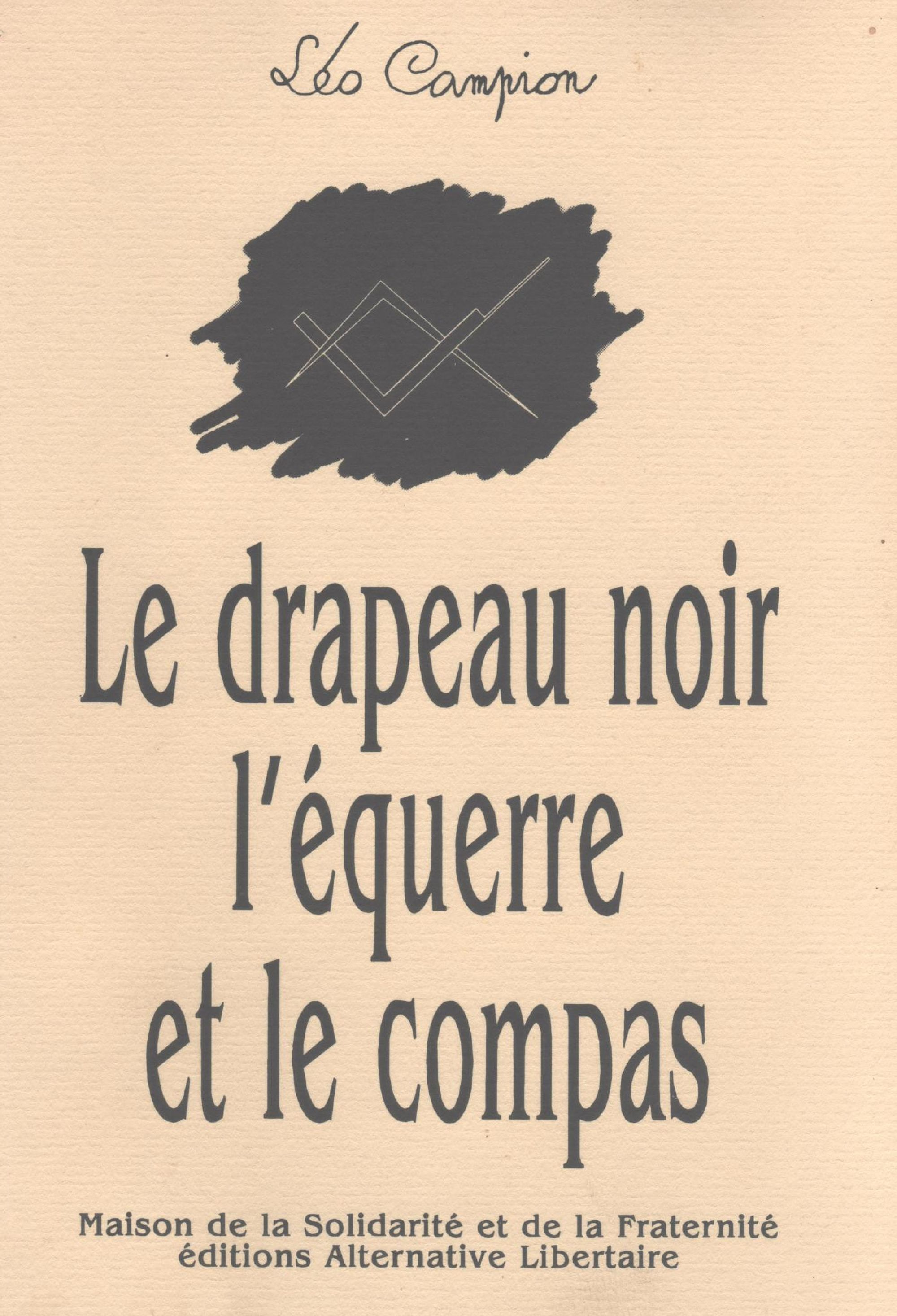
Léo Campion, Le Drapeau noir, l'Équerre et le Compas.